# Vitaliano Visconti
Vitaliano Visconti (ur. w 1618 w Mediolanie, zm. 7 września 1671 w Monreale) – włoski kardynał.

## Życiorys
Urodził się w 1618 roku w Mediolanie, jako syn Fabia Viscontiego i Bianci Spinoli. Studiował na Uniwersytecie Bolońskim, gdzie uzyskał doktorat z prawa, a po studiach został audytorem Roty Rzymskiej. 11 sierpnia 1664 roku został wybrany tytularnym arcybiskupem Efezu, a pięć dni później – nuncjuszem apostolskim w Hiszpanii. 15 lutego 1666 roku został kreowany kardynałem in pectore. Jego nominacja na kardynała prezbitera została ogłoszona na konsystorzu 7 marca 1667 roku i otrzymał kościół tytularny Sant’Agnese fuori le mura. W 1670 roku został arcybiskupem Monreale. Zmarł tamże 7 września 1671 roku.